# Anne Schellekens
Anne Schellekens, nizozemska veslačica, * 18. april 1986, Rotterdam.
Za Nizozemsko je v osmercu osvojila bronasto medaljo na Poletnih olimpijskih igrah 2012 v Londonu.